# Urseren
Urseren (Ursern) är ett landskap (Talschaft) som ligger i de övre delarna av Reussdalen, i den schweiziska kantonen Uri. I landskapet ligger kommunerna Andermatt, Hospental och Realp. Landskapet hade 1 669 invånare (2014). Urseren bildar också ett av Uris två samfällighetsförbund vilket förvaltar landskapets allmänningsjord.

## Historia
Urseren tillhörde sedan åttahundratalet klostret Disentis i Mustér. Dess ursprungliga befolkning utgjordes av rätoromaner, men på tiohundratalet koloniserades det glesbefolkade landskapet av tysktalande nybyggare och den ursprungliga befolkningen assimilerades. Befolkningen var inte livegen utan hade som kolonister speciella privilegier. De hade rätt av välja sin egen Ammann vilken fick utöva den lägre gårdsrätten. Den högre rätten utövades sedan 1232 av grevarna av Rapperswil, klostrets skyddsherre. Förhållandet mellan klostret och landskapet var dock ofta spänt och 1332 kom det till väpnade sammanstötningar mellan allmogen och abbotens män. 
Efter ätten Rapperswils utdöende kom fögderiet över Urseren 1283 under Habsburgska ätten, som 1317 överlät det på en lågfrälseätt från Uri. Uri försökte därefter upprepade gånger att lägga Urseren under sig för att få kontroll över Sank Gotthards-passet. Wencel IV gav 1382 landskapet riksfrihet. Denna förnyades upprepade gånger, sist av Maximilian II 1566. 1410 slöt Urseren ett evigt förbund med Uri och blev sålunda medlem av det Gamla edsförbundet. Förbundet upprepades åtskilliga gånger, senast 1779. Uri företrädde landskapet vid de yttre förbindelserna, men det bibehöll ett vidsträckt inre självstyre. De sista förpliktelserna mot Disentis kloster friköptes 1649. Landskapets sista allting, Talgemeinde, hölls 1799 då Urseren uppgick i den Helvetiska republiken. Vid republikens fall 1803 kom landskapet till kantonen Uri.